# Јужни Калимантан
Јужни Калимантан (инд. Kalimantan Selatan), једна је од 34 провинције Индонезије. Провинција се налази на острву Борнео или Калимантан, на северу Индонезије. Покрива укупну површину од 38.744 km² и има 3.626.616 становника (2010). 
Главни град је Банџармасин.

## Демографија
Становништво чине: Банџари (76%), Јаванци (13%), Буги (12%) и други. Ислам је доминантан (89%).
| 1971.     | 1980.     | 1990.     | 1995.     | 2000.     | 2010.     |
| --------- | --------- | --------- | --------- | --------- | --------- |
| 1.699.105 | 2.064.649 | 2.597.572 | 2.893.477 | 2.985.240 | 3,626,616 |

## Галерија
- Алабио патка, један од симбола Јужног Каламантана
- Центар Банџармасина